# Deutsche Fechtmeisterschaften 1994
Bei den Deutschen Fechtmeisterschaften 1994 wurden Einzel- und Mannschaftswettbewerbe in den Disziplinen Herrendegen, Herrensäbel und Herrenflorett ausgetragen. Bei den Damen wurde neben Florett auch Degen gefochten, Meisterschaften im Damensäbel gab es erstmals 1999. Da es im Einzel kein Gefecht um den dritten Platz gab, teilten sich diesen die beiden Halbfinalisten. Die Meisterschaften wurden vom Deutschen Fechter-Bund organisiert.

## Herren

### Florett (Einzel)
| Platz | Sportler         | Verein                |
| ----- | ---------------- | --------------------- |
| 1     | Uwe Römer        | FC Tauberbischofsheim |
| 2     | Thorsten Weidner | FC Tauberbischofsheim |
| 3     | Udo Wagner       | FC Tauberbischofsheim |
| 3     | Alexander Koch   | ETuF Essen            |

### Florett (Mannschaft)
| Platz | Verein                | Sportler |
| ----- | --------------------- | -------- |
| 1     | FC Tauberbischofsheim |          |
| 2     | Etuf Essen            |          |
| 3     | Heidenheimer SB       |          |

### Degen (Einzel)
| Platz | Sportler         | Verein                  |
| ----- | ---------------- | ----------------------- |
| 1     | Arnd Schmitt     | TSV Bayer 04 Leverkusen |
| 2     | Reinhard Berger  | FC Tauberbischofsheim   |
| 3     | Patrick Draenert | Heidenheimer SB         |
| 3     | Günter Jauch     | Heidenheimer SB         |

### Degen (Mannschaft)
| Platz | Verein                | Sportler |
| ----- | --------------------- | -------- |
| 1     | FC Tauberbischofsheim |          |
| 2     | OFC Bonn              |          |
| 3     | SC Berlin             |          |

### Säbel (Einzel)
| Platz | Sportler         | Verein                |
| ----- | ---------------- | --------------------- |
| 1     | Felix Becker     | TSV Bayer Dormagen    |
| 2     | Ulrich Eifler    | FC Tauberbischofsheim |
| 3     | Franz Bleckmann  | OFC Bonn              |
| 3     | Matthias Möseler | OFC Bonn              |

### Säbel (Mannschaft)
| Platz | Verein                | Sportler |
| ----- | --------------------- | -------- |
| 1     | FC Tauberbischofsheim |          |
| 2     | TSV Bayer Dormagen    |          |
| 3     | OFC Bonn              |          |

## Damen

### Florett (Einzel)
| Platz | Sportler          | Verein                |
| ----- | ----------------- | --------------------- |
| 1     | Anja Fichtel      | FC Tauberbischofsheim |
| 2     | Sabine Bau        | FC Tauberbischofsheim |
| 3     | Zita Funkenhauser | FC Tauberbischofsheim |
| 3     | Susanne Lang      | FC Tauberbischofsheim |

### Florett (Mannschaft)
| Platz | Verein                | Sportler |
| ----- | --------------------- | -------- |
| 1     | FC Tauberbischofsheim |          |
| 2     | TSV Bayer Dormagen    |          |
| 3     | OFC Bonn              |          |

### Degen (Einzel)
| Platz | Sportler          | Verein              |
| ----- | ----------------- | ------------------- |
| 1     | Imke Duplitzer    | Heidenheimer SB     |
| 2     | Katja Nass        | Fechtclub Offenbach |
| 3     | Kristina Hinrichs | OFC Bonn            |
| 3     | Karin Mayer       | Heidenheimer SB     |

### Degen (Mannschaft)
| Platz | Verein              | Sportler |
| ----- | ------------------- | -------- |
| 1     | OFC Bonn            |          |
| 2     | Fechtclub Offenbach |          |
| 3     | Heidenheimer SB     |          |